# Bertoldi
Bertoldi is een plaats (frazione) in de Italiaanse gemeente Lavarone.